# Hazel Redick-Smith
Hazel Redick-Smith (* 21. Mai 1926; † 23. Juni 1996 in Johannesburg) war eine südafrikanische Tennisspielerin.

## Karriere
Im Jahr 1952 konnte Redick-Smith bei ihrer ersten Teilnahme bei den Internationalen Französischen Meisterschaften, die später als French Open ausgetragen wurden, sich bis ins Halbfinale spielen, wo sie von Shirley Fry besiegt wurde. Gleichzeitig erreichte sie mit ihrer Landsfrau Julia Wipplinger im Doppelwettbewerb das Finale, das sie in zwei Sätzen gegen Doris Hart und Shirley Fry verloren.
Sie war Teil eines südafrikanischen Tennisteams, das Anfang 1954 nach Australien reiste, um dort an Turnieren teilzunehmen. Die anderen Mitglieder waren Julia Wipplinger, Ian Vermaak, Owen Williams und Abe Segal. Bei den Australian Championships, später als Australian Open bekannt, verlor sie im Viertelfinale gegen Jenny Staley, während sie mit Wipplinger das Doppelfinale erreichte, in dem sie den Australierinnen Mary Bevis Hawton und Beryl Penrose unterlagen.
Bei den Wimbledon Championships war ihr bestes Ergebnis das Erreichen des Viertelfinales im Jahr 1954, wo sie mit ihrer Partnerin Dora Kilian gegen die US-Amerikanerinnen Beverly Baker und Darlene Hard verloren.

## Finalteilnahmen bei Grand-Slam-Turnieren

### Doppel
| Nr. | Datum           | Turnier                                           | Belag | Partnerin        | Finalgegnerinnen                | Ergebnis |
| --- | --------------- | ------------------------------------------------- | ----- | ---------------- | ------------------------------- | -------- |
| 1.  | 2. Juni 1952    | Internationale französische Tennismeisterschaften | Sand  | Julia Wipplinger | Doris Hart Shirley Fry          | 5:7, 1:6 |
| 2.  | 1. Februar 1954 | Australian Championships                          | Rasen | Julia Wipplinger | Mary Bevis Hawton Beryl Penrose | 3:6, 6:8 |